# Blacktown City FC
Blacktown City FC är en fotbollsklubb från Sydney i Australien. Klubben spelar i New South Wales Premier League som är den högsta serien i delstaten New South Wales. Klubben spelade tidigare i den numera nerlagda nationella australiska proffsligan National Soccer League (NSL). De spelade totalt sju säsonger i NSL mellan 1980 och 1990.

## Spelarna (2012)
- Luke Austin
- Daniel Bragg
- David Cain
- Zac Cairncross
- Luke Clifford
- Jordan Simpson
- Brody Crane
- Delor Edosomwan
- Patrick Gatt
- Adam Jenner
- Matthew Lewis
- Travis Major
- Ray Miller
- Ryuji Miyazawa
- James Monie
- Kieran Paull
- Luke Roodenburg
- Thomas Taylor
- Daniel Vellonio
- Ryo Watanabe
- Yuchi Yamauchi